# ニューヨーク州環境保全省
ニューヨーク州環境保全省（ニューヨークしゅうかんきょうほぜんしょう、英: The New York State Department of Environmental Conservation、略称: NYSDEC, DEC, EnCon, NYSENCON ）は、アメリカ合衆国ニューヨーク州オールバニに本拠地を置く、ニューヨーク州の環境保全のための政府組織。

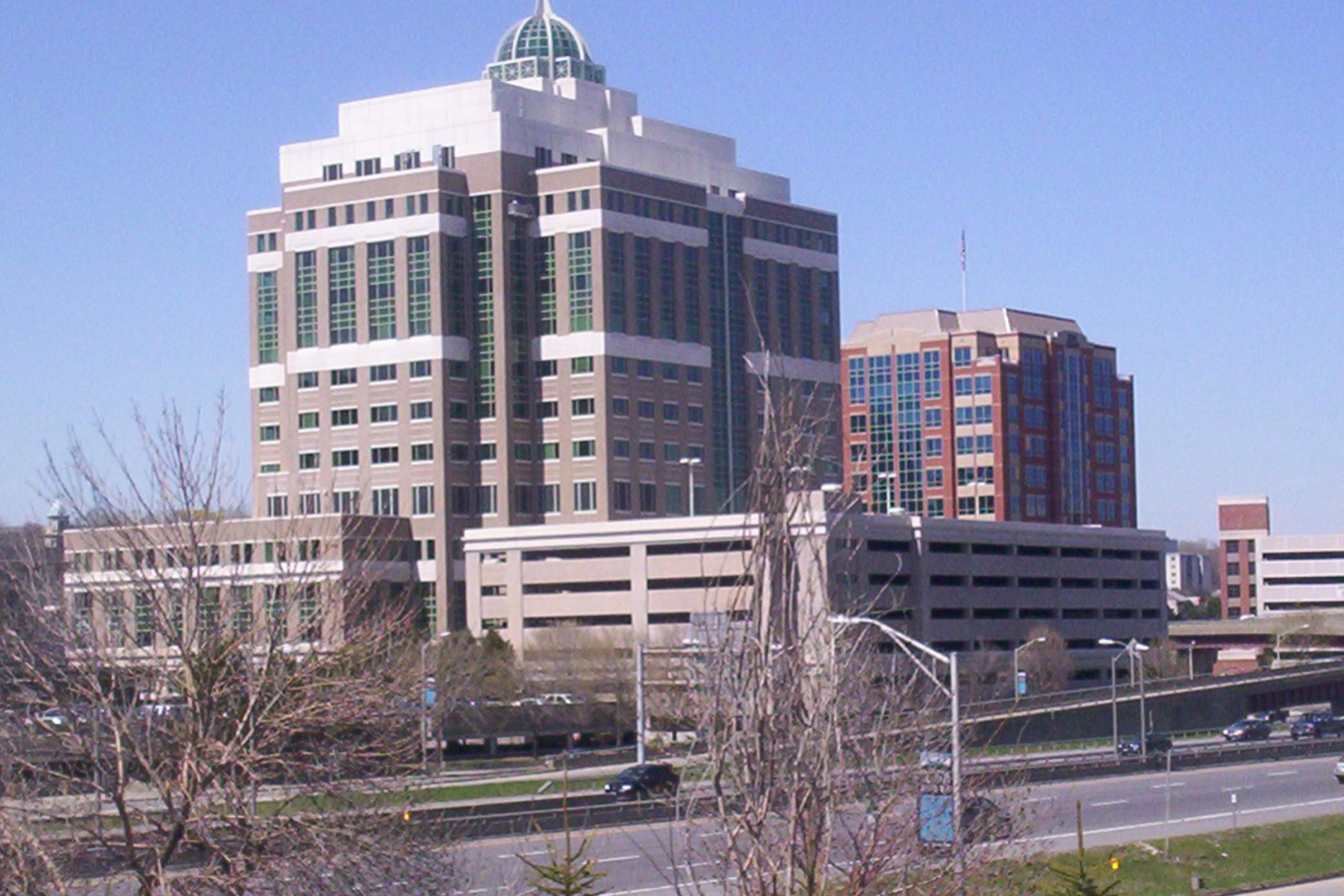
オールバニにあるDECの本部
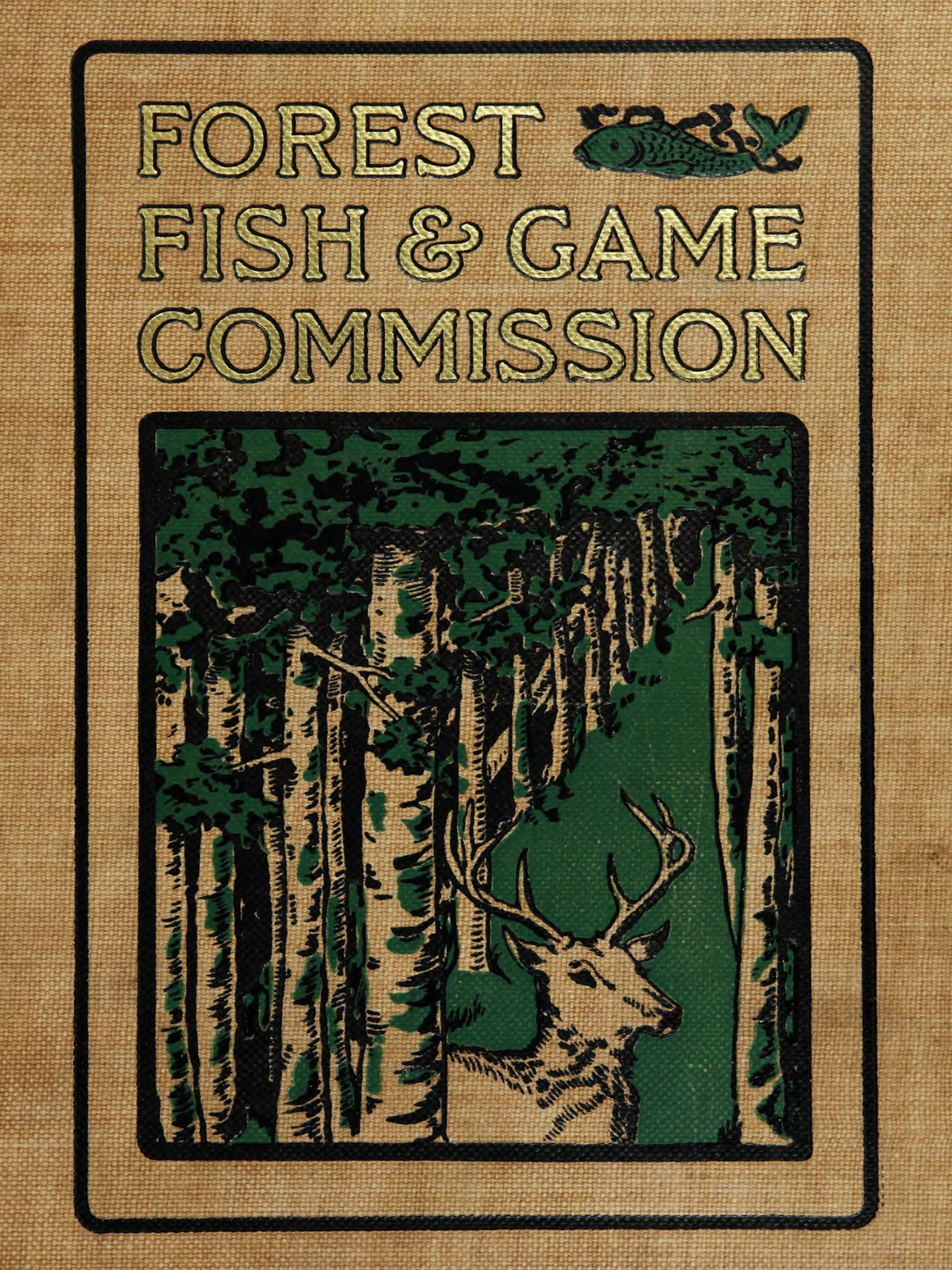
森林、魚、ゲーム委員会の第6回年次報告書（1901年）の表紙、ニューヨーク州の1つの活動の詳細 DECの前身機関
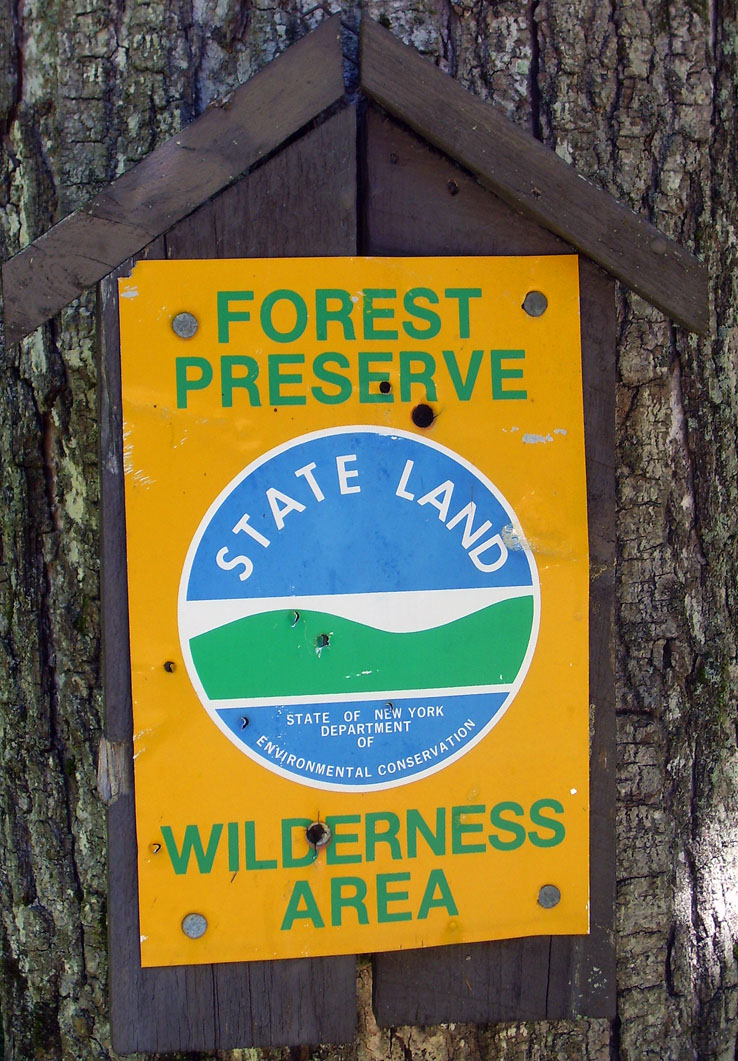
州と土地の境界を示すDEC標識